# 曹喜滨
曹喜滨（1963年2月25日—），黑龙江肇东人，飞行器总体设计专家，哈尔滨工业大学教授，长江学者特聘教授，中国工程院院士，长期致力于小卫星基础理论、创新技术与工程应用研究。

## 生平
1991年，毕业于哈尔滨工业大学，获博士学位。
2019年，当选中国工程院院士。

## 获奖
以第一完成人获国家技术发明二等奖2项、国家科技进步二等奖1项，三项成果均入选中国高校十大科技进展。